# ゴツモン
ゴツモンはデジタルモンスターシリーズに登場する架空の生命体・デジタルモンスターの一種。

## 概要
デジモンペンデュラム1ネイチャースピリッツからの登場となる。デジモンワールド デジタルカードバトルではなぜか成熟期扱いだった。

## 種族としてのゴツモン
全身が鉱物のデータで構成されている鉱石型デジモン。やんちゃでガキ大将的な性格。わがままなところもあり怒らせると暴れまわって手がつけられなくなる。

### 基本データ
- 世代/成長期
- タイプ/鉱石型
- 属性/データ
- 必殺技/アングリーロック
- 得意技/あばれんぼう、ハーデストパンチ
- 勢力/ネイチャースピリッツ、ナイトメアソルジャーズ

必殺技は、頭から岩を出す『アングリーロック』。

### X抗体版
- 必殺技/レイジロック
- 勢力/アンノウン

岩石のデータを取り込む能力が向上したことで力士のような重量感のある姿に変化した。
2021年3月19日にデジモンウェブのデジモン図鑑に追加され、詳細設定が判明した。

### 亜種・関連種・その他
- アイスモン
- インセキモン

## 登場人物としてのゴツモン
- デジモンアドベンチャー - 第33話に登場。ヴァンデモンの配下だったが人間界の面白さにハマり、パンプモンとともに渋谷系デジモンを名乗って、「8人目探し」そっちのけで遊び回っていた。ヤマト・タケル兄弟と非常に短い間友達になるが、遊んでいたのがバレてヴァンデモンの必殺技ナイトレイドの餌食になって食われてしまった。
- デジモンアドベンチャーVテイマー01 - ネットサーフ村の住人。
- デジモンアドベンチャー02 - メキシコの選ばれし子供・チチョスのパートナーとして登場。モノクロモンへと進化した。ちなみに進化するとき、ゲストとしては珍しくCGが使われ、そのとき発した声はスペイン語だった。
- デジモンフロンティア - 第10話に登場。第44話で再登場し、輝二との共闘中にインセキモンに進化し、ロードナイトモンの部下・ナイトモン軍団を消滅させた。第11話では別個体が占い師の村の住民として登場。
- デジモンセイバーズ - 声は前田健。メルクリモンの部下として登場し、ヤンマモンに乗って大達の前に度々現れた。第23話ではインセキモンに進化し、完全体達を相手に互角に戦うほどの実力をみせたが、ライズグレイモンによってデジタマに戻る。第40話で記憶を失って再登場。生まれ変わっていたらしい。
- デジモンクロスウォーズ - 第7話、第8話に登場。マグマゾーンの住民で、バグラ帝国のデジモンから、同じくマグマゾーンの住民であるベアモン、コテモン、チューモン、プレイリモン、パンプモンと共に捕虜として強制労働させられていたが、タイキたちによって解放される。なお、喋り方は東北弁訛り。